# Ромел Пачеко
Ромел Агмед Пачеко Манруфо (шп. Rommel Agmed Pacheco Manrufo; Мерида, 12. јул 1986) елитни је мексички скакач у воду. Његова специјалност су углавном појединачни скокови са даске са висине од 3 метра, и са торња са висине од 10 метара. Освојио је 4 медаље на Панамеричким играма, злато на Играма 2003. у Санто Домингу, и још три сребра. 
Био је део мексичког олимпијског тима на Летњим олимпијским играма 2004. у Атини, у Пекингу 2008. и Рио де Жанеиру 2016. године. Најбољи резултат на олимпијским играма остварио је у Риу где је заузео 7. место у појединачним скоковима са даске, односно 5. место у синхронизованим скоковима са даске са Хаиром Окампом.
Први велики успех у каријери на светским првенствима остварио је на Светском првенству 2013. у Барселони где је у пару са Хаиром Окампом освојио бронзану медаљу у синхронизованим скоковима са даске. На светском првенству 2017. у Будимпешти освојио је сребрну медаљу у екипној конкуренцији у тиму за Вивијаном дел Анхел. Две године касније на СП у Квангџуу освојио је сребрну медаљу у скоковима са једнометарске даске. Била је то уједно и његова прва професионална медаља у појединачној конкуренцији на светским првенствима.